# 香西泰
香西 泰（こうさい ゆたか、1933年3月22日 - 2018年5月20日）は、日本の経済学者。第7代政府税制調査会会長。

## 来歴・人物
兵庫県出身。父は旧制甲南高等学校教授を経て実業界入りし、兵庫米穀社長を務めた香西精。兄は元住友化学工業社長の香西昭夫。旧制甲南高等学校を経て東京大学経済学部卒業。経済企画庁入庁。同庁経済研究所総括研究官を経て東京工業大学教授、東洋英和女学院大学教授。経済研究所統括研究官在職中の1980年、『「日本経済展望」への寄与を中心として』でサントリー学芸賞を受賞。公益社団法人日本経済研究センター理事長、一橋大学経済研究所客員教授、内閣府経済社会総合研究所所長を歴任。
2018年5月20日、老衰のため死去、85歳。

## 主張
「日本の昭和恐慌からの脱出は全部、高橋是清の功績のように言うのはどうなのか、すでに情勢が変わってきていたことや満州事変が勃発していたことなども考えないと、評価が偏るのではないか」と指摘している。
また、「失われた10年をデフレーションだけで説明できない。日銀はバブルを発生させ、バブル後に引き締め過ぎたかもしれないが、金融だけで失われた10年すべて説明するには無理がある。産業の問題や企業の失敗も、大きな影響となった。平成の経済停滞を『デフレ』というには、あまりにも物価の低下率が小さ過ぎる。産業自体のほうに大きな問題があって、金融はあまり関係ない」としている。

## 著書
- 『現代金融の動態 理論と政策』東京大学出版会 1974
- 『高度成長の時代 現代日本経済史ノート』日本評論社 1981、日経ビジネス人文庫 2001
- 『円で見る日本経済 為替レートの変動を考えるために』実務教育出版 1990

### 共編著
- 『日本経済読本』金森久雄共編 東洋経済新報社 1973
- 『日本経済展望』荻野由太郎共著 日本評論社 1980
- 『経済成長』土志田征一共著 日本経済新聞社 1981
- 『日本経済・入門 三日間の経済学』竹中平蔵共著 JICC出版局 1991
- 『歴史の転換点で考える』高坂正堯共著 講談社 1994
- 『エコノミストが読む 時代を拓く101冊』渡辺利夫、中村達也共著、日本評論社、2000
- 『ボランタリ－経済学への招待』下河辺淳監修、編、実業之日本社、2000
- 『バブルと金融政策日本の経験と教訓』白川方明、翁邦雄共編 日本経済新聞社、2001
- 『現代経済思想の散歩道』倉林義正、長谷川かおり共編著 日本評論社、2004年
- 『日本経済グローバル競争力の再生 ヒト・モノ・カネの歪みの実証分析』宮川努・日本経済研究センター共編 日本経済新聞出版社 2008

### 翻訳
- ウィリアム・A.ニスカネン『レーガノミックス アメリカを変えた3000日』日本経済新聞社 1989
- ジェイン・ジェイコブズ『市場の倫理統治の倫理』日本経済新聞社 1998、日経ビジネス人文庫 2003。ちくま学芸文庫 2016
- ジェイン・ジェイコブズ『経済の本質自然から学ぶ』植木直子共訳 日本経済新聞社 2001、日経ビジネス人文庫 2013